# کنراد بارده
کنراد بارده (به آلمانی: Konrad Barde) (زاده ۱۳ نوامبر ۱۸۹۷ - مرگ ۴ مه ۱۹۴۵) یک ژنرال آلمانی در دوره رایش سوم و فرمانده لشکر ۳۳۸ و ۱۹۸ پیاده ورماخت بود.
او نشان صلیب شوالیه صلیب آهنین را در سال ۱۹۴۳ از پیشوا دریافت کرد.
بارده چند روز قبل از تسلیم آلمان به متفقین در تاریخ ۴ می ۱۹۴۵ خودکشی کرد.